# ニャガン
ニャガン (Njagan, ロシア語: Нягань, ハンティ語: нёух) は、ロシアのハンティ・マンシ自治管区にある都市。人口は6万3034人（2021年）。オビ川に面している。
テニス選手のマリア・シャラポワの生まれ故郷。